# ユータ&ロック
ユータ&ロック（1986年8月19日 - ）は、日本の男性総合格闘家。神奈川県相模原市出身。秋本道場JungleJunction所属

## 来歴
中学校の時に柔道を始め、八王子学園八王子高等学校へ進学。
卒業後、秋本道場JungleJunctionに入門し、総合格闘技を始める。
修斗
2008年、全日本アマチュア修斗選手権ライト級（-65 kg）準決勝で矢地祐介に敗れ３位でプロ昇格。
2012年9月30日、斎藤裕と対戦し3-0の判定勝ち。
2012年12月15日、木内裕太と対戦し3-0の判定勝ち。プロ修斗新人王決定トーナメント ライト級（-65 kg）優勝。
2013年10月5日、プロ修斗新宿大会で太田拓己と対戦し、3-0の判定勝ち。
パンクラス
2015年2月1日、PANCRASE 264で中原由貴と対戦し、2-1の判定勝ち。
2016年9月11日、PANCRASE 280でヴァンダーソン・ドス・サントスと対戦し、3-0の判定勝ち。
2018年8月5日、PANCRASE 298で牛久絢太郎と対戦し、3-0の判定勝ち。
2019年7月21日、PANCRASE 307で中島太一と対戦し、3-0の判定勝ち。
DEEP
2022年7月10日、DEEP 108 IMPACTで中村大介と対戦し、0-3の判定負けを喫しプロ初の敗戦となった。

## 戦績

### プロ総合格闘技
| 総合格闘技 戦績 | 総合格闘技 戦績 | 総合格闘技 戦績 | 総合格闘技 戦績 | 総合格闘技 戦績 | 総合格闘技 戦績 | 総合格闘技 戦績 |
| --------------- | --------------- | --------------- | --------------- | --------------- | --------------- | --------------- |
| 11 試合         | (T)KO           | 一本            | 判定            | その他          | 引き分け        | 無効試合        |
| 10 勝           | 0               | 0               | 10              | 0               | 0               | 0               |
| 1 敗            | 0               | 0               | 1               | 0               | 0               | 0               |

| 勝敗 | 対戦相手                       | 試合結果          | 大会名                                                                                 | 開催年月日     |
| ○    | TATSUMI                        | 5分2R終了 判定3-0 | DEEP TOKYO IMPACT 5th ROUND                                                            | 2023年9月10日  |
| ×    | 中村大介                       | 5分3R終了 判定0-3 | DEEP 108 IMPACT                                                                        | 2022年7月10日  |
| ○    | 中島太一                       | 5分3R終了 判定3-0 | PANCRASE307                                                                            | 2019年7月21日  |
| ○    | 牛久絢太郎                     | 3分3R終了 判定3-0 | PANCRASE298                                                                            | 2018年8月5日   |
| ○    | ヴァンダーソン・ドス・サントス | 5分3R終了 判定3-0 | PANCRASE280                                                                            | 2016年9月11日  |
| ○    | 中原由貴                       | 3分3R終了 判定2-1 | PANCRASE264                                                                            | 2015年2月1日   |
| ○    | 太田拓己                       | 5分3R終了 判定3-0 | プロフェッショナル修斗SHOOTING DISCO 22                                                | 2013年10月5日  |
| ○    | 木内裕太                       | 5分2R終了 判定3-0 | プロフェッショナル修斗 THE ROOKIE TOURNAMENT FINAL 2012 【新人王決定トーナメント決勝】 | 2012年12月15日 |
| ○    | 斎藤裕                         | 5分2R終了 判定3-0 | プロフェッショナル修斗 第10戦 【新人王決定トーナメント準決勝】                         | 2012年9月30日  |
| ○    | 土肥聖帝潤                     | 5分2R終了 判定3-0 | プロフェッショナル修斗 SHOOTING DISCO 18 【新人王決定トーナメント2回戦】               | 2012年6月2日   |
| ○    | 大樹サムランサック             | 5分2R終了 判定3-0 | プロフェッショナル修斗 SHOOTING DISCO 17 【新人王決定トーナメント1回戦】               | 2012年2月25日  |

### アマチュア総合格闘技
| 勝敗 | 対戦相手 | 試合結果                 | 大会名                 | 開催年月日     |
| ×    | 矢地祐介 | 4分1R終了 ポイント21-24  | 全日本アマ修斗 準決勝  | 2008年9月14日  |
| ○    | 本徳聖   | 4分1R終了 ポイント20-16  | 全日本アマ修斗 二回戦  | 2008年9月14日  |
| ○    | 大道翔貴 | 4分1R終了 ポイント27-22  | 全日本アマ修斗 一回戦E | 2008年9月14日  |
| ○    | 門脇勝   | 3分2R終了 ポイント41-33  | 北陸アマ修斗 決勝戦    | 2008年7月20日  |
| ○    | 山子順   | 4分1R終了 ポイント24-22  | 北陸アマ修斗 準決勝    | 2008年7月20日  |
| ○    | 小笠原均 | 4分1R終了 ポイント21-19  | 北陸アマ修斗 二回戦    | 2008年7月20日  |
| ○    | 河野啓太 | 3分2R終了 ポイント47-38  | 大宮フリーファイト 57  | 2007年10月21日 |
| ×    | 本徳聖   | 4分1R終了 ポイント20-21  | 北陸アマ修斗 二回戦    | 2007年7月29日  |
| ○    | 河合直紀 | 4分1R終了 ポイント27-20  | 北陸アマ修斗 一回戦    | 2007年7月29日  |
| ○    | 横山洋平 | 1R 1:18 腕ひしぎ十字固め | 八景フリーファイト7    | 2006年11月23日 |

### グラップリング
| 勝敗 | 対戦相手 | 試合結果              | 大会名                        | 開催年月日    |
| ○    | 浜路康高 | 1R 2:39 三角絞め      | 修斗グラップリング 【決勝戦】 | 2007年2月18日 |
| ○    | 中嶋竜也 | 4分1R終了 ポイント0-0 | 修斗グラップリング 【準決勝】 | 2007年2月18日 |
| ○    | 水野直宏 | 4分1R終了 ポイント6-3 | 修斗グラップリング 【二回戦】 | 2007年2月18日 |
| ○    | 白鳥昇   | 4分1R終了 ポイント3-1 | 修斗グラップリング 【一回戦】 | 2007年2月18日 |

## 獲得タイトル
- 修斗ライト級新人王（2012年）
- アマ修斗北陸選手権優勝（2008年）
- 東日本修斗グラップリング優勝（2007年）
- 全日本コンバットレスリングオープン選手権優勝
- ZSTプレステージGT-Fトーナメント優勝